# El son etern
El son etern (títol original en anglès The Big Sleep) és una pel·lícula estatunidenca de l'any 1946 dirigida per Howard Hawks i interpretada per Humphrey Bogart i Lauren Bacall. Està basada en la novel·la La gran dormida de Raymond Chandler i és un dels principals exemples de cinema negre. Ha estat doblada al català.

## Argument
El detectiu Philip Marlowe es veu implicat en la investigació d'un cadàver tret de les aigües del moll Lido. Tanmateix, l'atracció que sent per una de les filles de l'acabalada família que l'ha contractat posa en perill la resolució del cas.

## Repartiment
- Humphrey Bogart: Philip Marlowe
- Lauren Bacall: Vivian Sternwood Rutledge
- John Ridgely: Eddie Mars
- Martha Vickers: Carmen Sternwood
- Peggy Knudsen: Mona Mars
- Regis Toomey: Inspector en Cap Bernie Ohls
- Charles Waldron: General Sternwood
- Charles D. Brown: Norris
- Bob Steele: Lash Canino
- Elisha Cook, Jr.: Harry Jones
- Louis Jean Heydt: Joe Brody
- Dorothy Malone: Venedora llibres

## Comentaris
A partir de la brillant novel·la de Raymond Chandler -sembrada de diàlegs insuperables-, tres dels millors guionistes de Hollywood -entre ells William Faulkner- van adaptar aquest clàssic que segueix al cim del gènere. Un parell d'anys abans gairebé el mateix equip -Howard Hawks en la direcció, Sid Hickox encarregat de la fotografia, Faulkner del guió, i Bogart i Bacall a la pantalla- havien creat ja una altra obra mestra: Tenir-ne o no.